# 1876 год в литературе

## Книги
- Синодальный перевод Библии — первый её перевод на русский язык.
- «Батиньольский старикашка» (Le Petit Vieux des Batignolles) — детективный роман Эмиля Габорио.
- «Ганя» — произведение Генрика Сенкевича.
- «Железная воля» — рассказ Николая Лескова.
- «Кроткая» — повесть Фёдора Достоевского.
- «Михаил Строгов: курьер царя» — роман Жюля Верна.
- «Мужик Марей» — рассказ Фёдора Достоевского.
- «Правда хорошо, а счастье лучше» — пьеса Александра Островского.
- «Приключения Тома Сойера» — роман Марка Твена.
- «Селим Мирза» — произведение Генрика Сенкевича.
- «Фру Мария Груббе» — исторический роман Енса Петера Якобсена.

## Родились
- 7 января — Рафаэль Баррет, парагвайский писатель (умер в 1910).
- 12 января — Джек Лондон, американский писатель (умер в 1916).
- 22 февраля — Зиткала-Ша, американская писательница индейского происхождения.
- 17 августа — Теодор Дейблер, австрийский писатель, поэт и теоретик искусства (умер в 1934).
- 15 октября — Жан Прис-Марс, гаитянский писатель (умер в 1969).

## Умерли
- 13 февраля — Михаил Васильевич Авдеев, русский беллетрист и критик (родился в 1821).
- 2 июня — Христо Ботев, болгарский поэт, революционер-демократ (родился в 1848).
- 8 июня — Жорж Санд, французская писательница (родилась в 1804).
- 24 июля — Джон Уильям Кэй, британский военный писатель (родился в 1814).
- 7 августа — Отто Уле, немецкий писатель (родился в 1820).
- 30 сентября — Эрминия Фуа-Фузинато, итальянская поэтесса, супруга Арнальдо Фусинато[итал.] (род. в 1834)[1].